# スープ〜生まれ変わりの物語〜
『スープ〜生まれ変わりの物語〜』（スープ うまれかわりのものがたり）は、2012年7月7日公開の日本映画。

## 概要
前世を記憶する人が多く暮らしていると言われる中国奥地の「生まれ変わりの村」を取材した森田健のベストセラー・ノンフィクション『生まれ変わりの村』を設定のベースとしている。
事故で死んであの世に行った主人公と、現世に残された娘を通じて描かれる家族の絆や死生観などがテーマの作品。あの世に行くと渡される、前世の記憶がなくなるというスープを、飲むか飲まないかが物語のキーとなっている。

## キャスト
- 渋谷健一 - 生瀬勝久

50歳。インテリア・デザイン会社勤務。仕事ができない。妻と離婚。娘あり。
- 綾瀬由美 - 小西真奈美

渋谷健一の上司。できる女で常に前向き。離婚歴あり。
- 渋谷美加 - （中学三年生）刈谷友衣子、（16年後）伊藤歩

渋谷の娘。
- 三上直行 - 野村周平

前世の記憶を持つ高校生。
- 美崎 瞳 - 広瀬アリス

前世の記憶を持つ高校生。直行と同じクラス。
- 西村千秋 - 橋本愛

直行と瞳のクラスにやって来た転校生。
- 矢野 歩 - 大後寿々花

17歳で自殺。渋谷と綾瀬に近藤の存在を教える。
- 石塚唯人 - 伊藤大征

直行と瞳のクラスメイト。
- 星野 千春 - 田﨑アヤカ

美加の親友
- 千春の母 - みやなおこ
- 美加の母 - 山口香緒里
- 白川  - 市川月乃助

美加の母の恋人
- 三上直行の父 - 入江雅人
- 三上直行の母 - 堀内敬子
- 後藤 未来 - 凜華せら

天使の羽根をつけた女性
- モリタ - 堀部圭亮

あの世のボランティアの男
- ボランティアの女につっかかる死者 - 池田鉄洋
- ボランティアの女 - 谷村美月
- 花屋店主 - 山口紗弥加
- 石田の母 - 羽野晶紀
- 近藤 一 - 古田新太

前世の記憶を持ったまま3回生まれ変わった男。
- 石田 努 - 松方弘樹

渋谷健一の知人の豪腕社長。半年前に糖尿病で亡くなる。
- デザイン会社の社長 - 塩屋俊
- 美加が万引きした服屋の店長 - 黒坂真美
- 石田の取り巻き- 蒼あんな 蒼れいな
- 美加にお祈りしようとした男 - 小松利昌
- 直行の担任 - 六角慎司

## スタッフ
- 監督・脚本：大塚祐吉
- プロデューサー：三井昭彦、村瀬博之、柳田和久
- 撮影：豊田実
- 照明：川辺隆之
- 録音：飴田秀彦
- 美術：山下修侍
- 編集：米田博之
- 音楽：安部潤
- 主題歌：wacci「会いに行くよ」（Epic Records Japan）
- 製作：太代眞裕、二村慈哉、北牧裕幸、三藤守弘
- 制作：リンクライツ、ティー・オーエンタテインメント
- 制作協力：LIBエンタテイメント
- 宣伝：TOブックス
- 配給：東京テアトル
- 製作：2012「スープ」製作委員会（リンクライツ、LIBエンタテインメント、キューブ、三興商事、テレビ大阪、テレビ大阪サービス、テレビ愛知企画、ティー・オーエンタテインメント、ぎふチャン、びわ湖放送、テレビ山梨、青森放送、テレビせとうち、シマフィルム、エピックレコードジャパン）